# اندیس سنگوبال
سنگوبال یک اندیس غیرفلزی است که در حوالی شهر بندرانزلی استان گیلان قرار دارد و مادهٔ معدنی موجود در آن، باریت است.  